# Pedro de Campaña

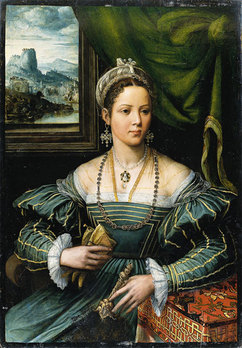
Målningen Portret van een vrouw (porträtt av en kvinna) av Pedro de Campaña

Pedro de Campaña, egentligen Pieter de Kempeneer, född 1503,, död 1580, var en flamländsk-spansk målare.
Campaña utbildades i Italien och blev verksam företrädesvis i Spanien, där han i Sevilla utförde en mängd tavlor, mestadels antaktsbilder för kyrkor. I stilen följer Campaña den italienska hög- och senrenässansen, men visar i färgställningen mest inflytande från sin hemtrakt Bryssel.